# Tomosvaryella oryzaetora
Tomosvaryella oryzaetora är en tvåvingeart som beskrevs av Koizumi 1959. Tomosvaryella oryzaetora ingår i släktet Tomosvaryella och familjen ögonflugor. Inga underarter finns listade i Catalogue of Life.